# Emmanuel Mudiay
Emmanuel Mudiay (* 5. März 1996 in Kinshasa, Demokratische Republik Kongo) ist ein kongolesisch-US-amerikanischer Basketballspieler.

## Jugend
Mudiays Familie war vor dem zweiten Kongokrieg geflüchtet und kam 2001 in die Vereinigten Staaten. In seiner Jugend spielte er für die Mannschaft der Grace Preparatory Academy in Arlington (Bundesstaat Texas). Zum Ende seiner Schulzeit wechselte er an die von Deion Sanders gegründete Prime Prep Academy nach Dallas. Er galt nach der High School als eines der aussichtsreichsten Talente für die kommende NBA-Draft.

## Karriere
Obwohl er zunächst den SMU Mustangs von Coach Larry Brown zugesagt hatte, gab er im Juli 2014 bekannt, nicht am College zu spielen und stattdessen für ein Jahresgehalt von 1,2 Millionen US-Dollar zu den Guangdong Southern Tigers nach China zu wechseln. Trotz einer längeren Verletzungspause erzielte Mudiay in zwölf Spielen 18 Punkte, 6,3 Rebounds, 5,9 Assists und 1,6 Steals pro Spiel. Nach einem Jahr in China gab er seine Anmeldung für das NBA-Draftverfahren bekannt.
Bei der NBA-Draft 2015 wurde Mudiay an siebter Stelle von den Denver Nuggets ausgewählt. Am 31. Juli unterschrieb er bei den Nuggets einen Rookie-Vertrag. Mudiay wurde sofort Stammspieler der Nuggets, nachdem Ty Lawson noch vor Saisonbeginn abgegeben worden war. Mudiay bestritt in seinem ersten NBA-Jahr 68 Spiele und erzielte dabei im Mittel 12,8 Punkte, 3,4 Rebounds und 5,5 Assists. Er traf jedoch unterdurchschnittliche 36 % seiner Feldwürfe. Dennoch wurde er in das NBA All-Rookie Second Team berufen.
Während der NBA-Saison 2017/18 fiel Mudiay mehr und mehr aus der Rotation der Denver Nuggets und bekam kaum noch Spielzeit. Er wurde schließlich am 8. Februar 2018 kurz vor dem Transferschluss im Zuge eines drei Mannschaften umfassenden Tauschhandels zwischen den Denver Nuggets, den Dallas Mavericks und den New York Knicks an New York abgegeben. Im Rahmen des Geschäfts ging Devin Harris zu den Nuggets und Doug McDermott zu den Mavericks.
Bei den sportlich schwachen Knicks etablierte sich Mudiay in der Saison 2018/19 als Stammspieler. Er kam in 59 Saisonspielen auf einen NBA-Karrierebestwert von 14,8 Punkte pro Spiel und traf dabei gut 44 % seiner Feldwürfe. Im Sommer 2019 unterschrieb Mudiay einen Einjahresvertrag bei den Utah Jazz. Als Ersatz für Mike Conley, Jr. erzielte Mudiay in 54 Saisonspielen 7,3 Punkte pro Spiel und stand am Ende der Saison mit den Jazz in den Playoffs. Sein Vertrag wurde nach Ablauf nicht verlängert, Mudiay blieb in der Saison 2020/21 vereinslos.
Im August 2021 wurde er von Žalgiris Kaunas (Litauen und EuroLeague) verpflichtet. Mudiay und die litauische Mannschaft trennten sich Anfang November 2021 wieder. In sechs Einsätzen in der litauischen Liga LKL hatte er bis dahin im Mittel 12,7 Punkte, 4,5 Korbvorlagen und 3,3 Rebounds erzielt und in der EuroLeague in fünf Spielen (7,4 Punkte/Spiel) mitgewirkt. Im Dezember 2021 wurde er von der NBA-Mannschaft Sacramento Kings verpflichtet und mit einem Zehntagesvertrag ausgestattet. Er bestritt zwei NBA-Spiele für die Mannschaft. Mitte Oktober 2022 wurde er von den Minnesota Timberwolves unter Vertrag genommen, gleich wieder aus dem Aufgebot gestrichen und spielte schließlich für die Iowa Wolves in der NBA-G-League. 2023 stand Mudiay in Puerto Rico in Diensten von Cangrejeros de Santurce.
Im April 2024 gab er seinen Einstand bei den Piratas de Quebradillas (ebenfalls Puerto Rico).